# Municipio de Hanover (condado de Gage)
El municipio de Hanover (en inglés: Hanover Township) es un municipio ubicado en el condado de Gage en el estado estadounidense de Nebraska. En el año 2010 tenía una población de 216 habitantes y una densidad poblacional de 2,31 personas por km².

## Geografía
El municipio de Hanover se encuentra ubicado en las coordenadas 40°23′36″N 96°37′44″O / 40.39333, -96.62889. Según la Oficina del Censo de los Estados Unidos, el municipio tiene una superficie total de 93.46 km², de la cual 92,55 km² corresponden a tierra firme y (0,97 %) 0,91 km² es agua.

## Demografía
Según el censo de 2010, había 216 personas residiendo en el municipio de Hanover. La densidad de población era de 2,31 hab./km². De los 216 habitantes, el municipio de Hanover estaba compuesto por el 100 % blancos. Del total de la población el 0 % eran hispanos o latinos de cualquier raza.